# Chiesa di San Cristoforo (Tonezza del Cimone)
La chiesa di San Cristoforo è la parrocchiale di Tonezza del Cimone, in provincia e diocesi di Vicenza; fa parte del vicariato di Arsiero-Schio.

## Storia
Forse la prima chiesetta, costruita dai coloni tedeschi qui emigrati, fu dedicata a San Sebastiano. Venne poi rifatta nel 1424 e dedicata a San Giacomo, protettore degli appestati, e, successivamente, ridedicata a San Cristoforo. Come quelle di Arsiero, Forni e Posina, era una filiale della pieve di Velo, la cui vasta circoscrizione parrocchiale cominciò ad essere frazionata tra i secoli XIV e XV. Questa dipendenza spiega perché Tonezza e le altre chiese menzionate non figurano nell'elenco della Ratio Decimarum (1297 e 1303). Nel XV secolo anche i rettori di Tonezza provenivano dalla Germania e venivano liberamente scelti dalle vicinie.
Nel 1567 la chiesa fu eretta a parrocchiale e nel 1796 ricostruita. Il campanile fu realizzato intorno al 1850. Nel 1867, tuttavia, poiché la parrocchia contava più di mille anime, si decise di demolirla per ricostruirla più ampia nell'identica area con il coro rivolto a occidente. Il passaggio del fronte e i furiosi combattimenti che sconvolsero la zona durante la prima guerra mondiale la distrussero completamente. L'attuale parrocchiale venne edificata nelle forme classiche attuali fra il 1919 e 1921 e consacrata nel settembre 1925. In seguito fu abbellita dagli altari, le balaustre, le statue ed i quadri; pregevole l'acquasantiera in pietra locale, opera di Florindo dei Bruchi, ultimo degli scalpellini. L'organo, un gioiello, era stato costruito nel 1852 dalla ditta Lorenzi di Vicenza, per la chiesa di San Marco di Vicenza. Scartato nel 1901 per uno più grande, venne acquistato dal marchese Roi e donato ai tonezzani.
Il campanile ospita 4 campane fuse dopo la prima guerra mondiale dalla fonderia De Poli di Udine. 
Le campane sono accordate in modo particolare formando due concerti da tre campane, ma non uno da quattro. Le loro note sono Mib3, Fa3, Sol3, La3.